# HIGA – Handels-, Industrie- und Gewerbeausstellung
Die HIGA – Handels-, Industrie- und Gewerbeausstellung ist eine Verbrauchermesse, die seit 1957 jährlich im Frühjahr in der Schweizer Stadt Chur stattfindet.

## Geschichte
Im Higa-Gründungsjahr 1957 befand sich die Stadt Chur in einem Prozess des Wachstums und des Wandels. Nebst den Neuerschliessungen von Wohn- und Industriequartieren mit vielen Neubauten sowie der Eröffnung eines grossen Kaufhauses wurde auch die Higa ins Leben gerufen.
Die erste Higa füllte mit 74 Ausstellern auf 1'500 m² knapp die Markthalle (heute Stadthalle Chur). Heute beträgt die Netto-Standfläche 6'000 m² und die Stadthalle wird während der Higa mit Zeltbauten vergrössert.
1957 besuchten 15'000 Interessierte die Higa, im Jahr 1986 waren es 94'000. Seit 1992 werden durchschnittlich 8‘000 Besucher pro Tag bei den 200 Ausstellern verzeichnet.

## Ausstellung und Sonderschauen
Jährlich nehmen über 200 Unternehmungen an der Ausstellung teil und präsentieren sich und ihre Produkte. Die Messe-Aussteller bieten dem Publikum Konsumgüter und Dienstleistungen für den alltäglichen Gebrauch.
Rund 80 % der Aussteller sind zum wiederholten Mal an der Messe, viele davon bereits seit Jahrzehnten. Die Higa als Messe gilt als Treffpunkt von Ständebetreibern und Besuchern. Die Ausstellung wird jedes Jahr mit Sonderschauen aufgewertet. Die Landwirtschaft ist immer mit einem neuen Schwerpunkt präsent, die Themen der übrigen Sonderschauen variieren und stehen oft in einem aktuellen thematischen Zusammenhang.

### Sonderschauen (Auswahl)
| - Manimal – eine faszinierende Verbindung zwischen Mensch und Tier vom jurassischen Künstler Christian Schneiter - RTR e RSI – Radio e Televisiun Rumantscha machen die Piazza zum TV- und Radio-Studio - Geheimnisvolle Bienenwelt - Kunststoff – vom Rohmaterial zum Fertigprodukt - Holz in Bestform - Fair Feuern – richtig Einfeuern um schädlichen Rauch zu verhindert und das Klima schonen - Battasendas – Pfadfinder in Graubünden - Jobs mit Kopf und Herz – Jobs im Gesundheitswesen - Die Bäuerin – Tradition bewusst modern leben - Pimp my Car | - Das Tier in Dir – Faszination Leichtathletik - Älpler-Lebä – Die Alpwirtschaft - Terra Rumantscha – Rätoromanische Schweiz - Hosalupf – Schwingfest - Eva – da fühlt sich Frau wohl - Max – wo Mann sich gut unterhält - Andrea – Erlebniswelt für Kinder - Raubtiere kehren zurück – und nun? - Erlebniswelt Sportverein |